# Yocalla
Yocalla ist eine Ortschaft im Departamento Potosí im Hochland des südamerikanischen Andenstaates Bolivien.

## Lage im Nahraum
Yocalla liegt in der Provinz Tomás Frías und ist der zentrale Ort im Cantón Yocalla im Municipio Yocalla. Die Ortschaft liegt auf einer Höhe von 3410 m am rechten Ufer des Río Pilcomayo, dem längsten westlichen Nebenfluss des Río Paraguay.

## Geographie
Yocalla liegt am Ostrand des bolivianischen Altiplano vor der Anden-Gebirgskette der Cordillera Central.
Die mittlere Jahrestemperatur der Region liegt bei etwa 11 °C (siehe Klimadiagramm Potosí), der Jahresniederschlag beträgt etwa 350 mm. Die Region weist ein ausgeprägtes Tageszeitenklima auf, die Monatsdurchschnittstemperaturen schwanken nur unwesentlich zwischen 8 °C im Juni/Juli und 13 °C von November bis März. Die Monatsniederschläge liegen zwischen unter 10 mm in den Monaten Mai bis September und knapp 80 mm im Januar und Februar.

## Verkehrsnetz
Yocalla liegt in einer Entfernung von 45 Straßenkilometern nordwestlich von Potosí, der Hauptstadt des gleichnamigen Departamentos.
Von Potosí aus führt die Nationalstraße Ruta 1 in nördlicher Richtung über Yocalla weiter nach Poopó, Oruro und El Alto, der Nachbarstadt von La Paz, und nach Desaguadero am Titicacasee.

## Bevölkerung
Die Einwohnerzahl des Ortes ist in den beiden Jahrzehnten zwischen den letzten Volkszählungen um fast zwei Drittel angestiegen:
| Jahr | Einwohner | Quelle       |
| ---- | --------- | ------------ |
| 1992 | 366       | Volkszählung |
| 2001 | 413       | Volkszählung |
| 2012 | 578       | Volkszählung |
| 2024 |           | Volkszählung |

Die Region weist einen deutlichen Anteil an Quechua-Bevölkerung auf, im Municipio Yocalla sprechen 94,5 Prozent der Bevölkerung Quechua.